# Tournoi de clôture du championnat de Colombie de football 2022
Navigation
Tournoi précédent Tournoi suivant
Le tournoi de clôture de la saison 2022 du Championnat de Colombie de football est le deuxième tournoi de la soixante-quinzième édition du championnat de première division professionnelle en Colombie. Pour des raisons de parrainage le tournoi est connu sous le nom Liga BetPlay Dimayor 2022-II.

## Déroulement de la saison
- lors de la phase régulière, les équipes s'affrontent une fois plus un match additionnel, pour un total de 20 rencontres[1].
- Les huit premiers de la phase régulière se  qualifient pour le tournoi de qualification. Les équipes sont réparties dans deux groupes de quatre et se rencontrent en match aller et retour.
- Les deux premiers de groupe jouent la finale également en match aller et retour, le vainqueur est sacré champion de Colombie et se qualifie pour la Copa Libertadores 2023 et la Superliga Colombiana.

A la fin du tournoi, deux équipes seront reléguées, elles sont déterminées par un classement par coefficient calculé sur les trois dernières saisons.
Le Deportivo Pereira remporte son premier titre de champion en battant en finale Independiente Medellín.

## Les clubs participants
- Águilas Doradas
- Alianza Petrolera
- América de Cali
- Atlético Bucaramanga
- Atlético Nacional
- Deportes Tolima
- Deportivo Cali
- Deportivo Pasto
- Envigado FC
- Independiente Medellín
- Jaguares
- Junior
- La Equidad
- Millonarios
- Once Caldas
- Patriotas
- Santa Fe
- Deportivo Pereira
- Cortuluá - vainqueur du groupe A de Primera B
- Unión Magdalena - vainqueur du groupe B de Primera B

## Compétition
Le barème utilisé pour établir l'ensemble des classements est le suivant :
- Victoire : 3 points
- Match nul : 1 point
- Défaite : 0 point

### Phase régulière

#### Classement
| Rang | Équipe                 | Pts | J  | G  | N  | P  | Bp | Bc | Diff |
| ---- | ---------------------- | --- | -- | -- | -- | -- | -- | -- | ---- |
| 1    | Independiente Santa Fe | 34  | 20 | 10 | 4  | 6  | 25 | 26 | -1   |
| 2    | Rionegro Águilas       | 33  | 20 | 8  | 9  | 3  | 23 | 15 | +8   |
| 3    | Independiente Medellín | 33  | 20 | 9  | 6  | 5  | 30 | 25 | +5   |
| 4    | Millonarios            | 32  | 20 | 9  | 5  | 6  | 29 | 19 | +10  |
| 5    | Deportivo Pereira      | 32  | 20 | 9  | 5  | 6  | 26 | 21 | +5   |
| 6    | Deportivo Pasto        | 32  | 20 | 9  | 5  | 6  | 24 | 23 | +1   |
| 7    | América de Cali        | 31  | 20 | 7  | 10 | 3  | 21 | 11 | +10  |
| 8    | Junior                 | 31  | 20 | 9  | 4  | 7  | 24 | 19 | +5   |
| 9    | Atlético Nacional T    | 30  | 20 | 7  | 9  | 4  | 31 | 25 | +6   |
| 10   | Once Caldas            | 30  | 20 | 7  | 9  | 4  | 21 | 18 | +3   |
| 11   | Atlético Bucaramanga   | 30  | 20 | 9  | 3  | 8  | 26 | 25 | +1   |
| 12   | Unión Magdalena P      | 29  | 20 | 8  | 5  | 7  | 23 | 28 | -5   |
| 13   | La Equidad             | 28  | 20 | 6  | 10 | 4  | 28 | 27 | +1   |
| 14   | Deportes Tolima        | 26  | 20 | 6  | 8  | 6  | 23 | 22 | +1   |
| 15   | Envigado FC            | 26  | 20 | 7  | 5  | 8  | 22 | 22 | 0    |
| 16   | Jaguares de Córdoba    | 20  | 20 | 4  | 8  | 8  | 14 | 20 | -6   |
| 17   | Alianza Petrolera      | 17  | 20 | 4  | 5  | 11 | 24 | 32 | -8   |
| 18   | Deportivo Cali         | 16  | 20 | 3  | 7  | 10 | 22 | 35 | -13  |
| 19   | Patriotas              | 15  | 20 | 3  | 6  | 11 | 21 | 28 | -7   |
| 20   | Cortuluá P             | 11  | 20 | 2  | 5  | 13 | 12 | 28 | -16  |

|  | Qualification pour le tournoi de qualification |
|  | T : Tenant du titre P : Promu de D2            |

### Deuxième phase
Les huit premiers sont répartis dans deux groupes de quatre équipes. Les deux vainqueurs de ces mini-championnats se retrouvent en finale.

#### Classement
| Rang | Équipe                 | Pts | J | G | N | P | Bp | Bc | Diff |
| ---- | ---------------------- | --- | - | - | - | - | -- | -- | ---- |
| 1    | Deportivo Pereira      | 12  | 6 | 4 | 0 | 2 | 13 | 9  | +4   |
| 2    | Millonarios            | 11  | 6 | 3 | 2 | 1 | 7  | 4  | +3   |
| 3    | Independiente Santa Fe | 9   | 6 | 2 | 3 | 1 | 8  | 9  | -1   |
| 4    | Junior                 | 1   | 6 | 0 | 1 | 5 | 5  | 11 | -6   |

|  | Qualification pour la finale |

#### Groupe B
| Rang | Équipe                 | Pts | J | G | N | P | Bp | Bc | Diff |
| ---- | ---------------------- | --- | - | - | - | - | -- | -- | ---- |
| 1    | Independiente Medellín | 11  | 6 | 3 | 2 | 1 | 6  | 3  | +3   |
| 2    | Rionegro Águilas       | 10  | 6 | 3 | 1 | 2 | 9  | 7  | +2   |
| 3    | Deportivo Pasto        | 8   | 6 | 2 | 2 | 2 | 6  | 6  | 0    |
| 4    | América de Cali        | 4   | 6 | 1 | 1 | 4 | 4  | 9  | -5   |

|  | Qualification pour la finale |

### Finale
| Équipe 1               | Résultat             | Équipe 2          | Aller | Retour |
| ---------------------- | -------------------- | ----------------- | ----- | ------ |
| Independiente Medellín | 1 - 1 (t. a. b. 3-4) | Deportivo Pereira | 1-1   | 0-0    |

### Classement cumulé
Le classement cumulé comprend les résultats du tournoi d'ouverture 2022 et du tournoi de clôture. Le champion du tournoi d'ouverture, Atlético Nacional et le champion du tournoi de clôture sont qualifiés pour la Copa Libertadores 2023, l'équipe la mieux classée non qualifiée est qualifiée pour la phase de qualification avec le vainqueur de la Coupe de Colombie.
Les quatre équipes suivantes non qualifiées pour la Copa Libertadores sont qualifiées pour la Copa Sudamericana.
| Rang | Équipe                 | Pts | J  | G  | N  | P  | Bp | Bc | Diff |
| ---- | ---------------------- | --- | -- | -- | -- | -- | -- | -- | ---- |
| 1    | MillonariosC           | 91  | 52 | 26 | 13 | 13 | 64 | 40 | +24  |
| 2    | Independiente Medellín | 91  | 54 | 25 | 16 | 13 | 71 | 51 | +20  |
| 3    | Deportes Tolima        | 82  | 48 | 23 | 13 | 12 | 62 | 42 | +20  |
| 4    | Atlético NacionalOuv   | 81  | 48 | 21 | 18 | 9  | 71 | 48 | +23  |
| 5    | Junior                 | 72  | 52 | 21 | 9  | 22 | 64 | 57 | +7   |
| 6    | Independiente Santa Fe | 70  | 46 | 19 | 13 | 14 | 62 | 61 | +1   |
| 7    | Deportivo PereiraClo   | 69  | 48 | 19 | 12 | 17 | 61 | 57 | +4   |
| 8    | Rionegro Águilas       | 68  | 46 | 18 | 14 | 14 | 49 | 48 | +1   |
| 9    | La Equidad             | 67  | 46 | 16 | 19 | 11 | 56 | 51 | +5   |
| 10   | Atlético Bucaramanga   | 65  | 46 | 19 | 8  | 19 | 58 | 58 | 0    |
| 11   | Deportivo Pasto        | 62  | 46 | 16 | 14 | 16 | 46 | 49 | -3   |
| 12   | América de Cali        | 58  | 46 | 14 | 16 | 16 | 45 | 45 | 0    |
| 13   | Envigado FC            | 58  | 46 | 15 | 13 | 18 | 46 | 55 | -9   |
| 14   | Once Caldas            | 56  | 40 | 13 | 17 | 10 | 39 | 36 | +3   |
| 15   | Jaguares de Córdoba    | 47  | 40 | 12 | 11 | 17 | 40 | 49 | -9   |
| 16   | Alianza Petrolera      | 46  | 40 | 11 | 13 | 16 | 46 | 52 | -6   |
| 17   | Unión Magdalena P      | 40  | 40 | 10 | 10 | 20 | 31 | 56 | -25  |
| 18   | Patriotas              | 36  | 40 | 8  | 12 | 20 | 40 | 51 | -11  |
| 19   | Deportivo Cali         | 34  | 40 | 7  | 13 | 20 | 36 | 59 | -23  |
| 20   | Cortuluá P             | 31  | 40 | 7  | 10 | 23 | 33 | 55 | -22  |

|  | Qualification pour la Copa Libertadores 2023                                                                                 |
|  | Qualification pour la Copa Sudamericana 2023                                                                                 |
|  | Relégation directe en Torneo BetPlay                                                                                         |
|  | Ouv : Vainqueur du tournoi Ouverture 2022 Clo : Vainqueur du tournoi Clôture 2022 C : Vainqueur de la Coupe de Colombie 2022 |

- La relégation est calculée sur les trois dernières saisons.

## Bilan de la saison
| Championnat de Colombie de football 2022 |                                                  |
| Champion                                 | Deportivo Pereira (1er titre)                    |
| Coupes et trophées                       |                                                  |
| Vainqueur de la Coupe de Colombie 2022   | Millonarios                                      |
| Qualifications continentales             |                                                  |
| Copa Libertadores 2023                   | Atlético Nacional (Champion tournoi d'ouverture) |
| Copa Libertadores 2023                   | Deportivo Pereira (Champion tournoi de clöture)  |
| Copa Libertadores 2023                   | Millonarios                                      |
| Copa Libertadores 2023                   | Independiente Medellín                           |
| Copa Sudamericana 2023                   | Deportes Tolima (Vainqueur Superliga)            |
| Copa Sudamericana 2023                   | Junior                                           |
| Copa Sudamericana 2023                   | Independiente Santa Fe                           |
| Copa Sudamericana 2023                   | Rionegro Águilas                                 |
| Promotions et relégations                |                                                  |
| Promus en Primera A                      | Boyacá Chicó                                     |
| Promus en Primera A                      | Atlético Huila                                   |
| Relégués en Primera B                    | Patriotas                                        |
| Relégués en Primera B                    | Cortuluá                                         |